# Metropolis: Suite I (The Chase)
Pour les articles homonymes, voir Metropolis.
Albums de Janelle Monáe
The ArchAndroid
(2010)
Singles
1. Violet Stars Happy Hunting!
Sortie : août 2007
2. Sincerely, Jane.
Sortie : 2007
3. Many Moons
Sortie : juin 2008

Metropolis: Suite I (The Chase) ou Metropolis: The Chase Suite, est un mini-album (EP) de la chanteuse et compositrice américaine Janelle Monáe. Sorti en août 2007 sous Bad Boy Records, cet album est en partie produit par Monáe, Control Z, et Chuck Lightning. 
L'opus a débuté 115e du US Billboard 200 Chart et s'est vendu à 5 200 exemplaires durant la première semaine de vente.
Il a été réédité dans une édition spéciale le 12 août 2008 avec deux titres en supplément, l'album comprend respectivement trois singles : Violet Stars Happy Hunting!, Sincerely, Jane ainsi que Many Moons.
Lors de sa sortie, l'album a reçu des critiques généralement positives des critiques de musique, avec Many Moons étant nommé au Best Urban /Alternative Performance au 51e Grammy Awards.

## Critiques
Mark Nero d'About.com donne à l'EP un avis positif en disant « Même si elle est nouvelle pour le grand public, l'excentrique, la chanteuse très talentueuse Janelle Monáe a été de mettre à la musique pendant des années Son EP Metropolis - Suite I: The Chas de cinq chansons a été sorti en Août 2007. Metropolis: The Chase Suite en édition spéciale a deux chansons supplémentaires. Si vous avez entendu la version originale de l'EP, il n'y a pas besoin d'indiquer une amélioration, sauf si vous êtes un irréductible fan, mais si c'est votre premier contact avec la musique de Janelle, vous êtes dans un vrai régal ».

## Liste des titres
| Suite I | Suite I                                            | Suite I                                      | Suite I | Suite I | Suite I | Suite I | Suite I | Suite I | Suite I |
| No      | Titre                                              | Écriture                                     | Durée   |         |         |         |         |         |         |
| ------- | -------------------------------------------------- | -------------------------------------------- | ------- | ------- | ------- | ------- | ------- | ------- | ------- |
| 1.      | The March of the Wolfmasters                       | Charles Joseph II, Nathaniel Irvin III       | 1:27    |         |         |         |         |         |         |
| 2.      | Violet Stars Happy Hunting! (featuring The Skunks) | Janelle Monáe Robinson, Joseph II, Irvin III | 3:13    |         |         |         |         |         |         |
| 3.      | Many Moons                                         | Robinson, Joseph II, Irvin III               | 5:34    |         |         |         |         |         |         |
| 4.      | Cybertronic Purgatory                              | Robinson, Joseph II, Irvin III               | 1:40    |         |         |         |         |         |         |
| 5.      | Sincerely, Jane.                                   | Robinson, Joseph II, Irvin III               | 5:36    |         |         |         |         |         |         |
| 17:30   |                                                    |                                              |         |         |         |         |         |         |         |

| Édition spéciale | Édition spéciale | Édition spéciale                               | Édition spéciale | Édition spéciale | Édition spéciale | Édition spéciale | Édition spéciale | Édition spéciale | Édition spéciale |
| No               | Titre            | Écriture                                       | Durée            |                  |                  |                  |                  |                  |                  |
| ---------------- | ---------------- | ---------------------------------------------- | ---------------- | ---------------- | ---------------- | ---------------- | ---------------- | ---------------- | ---------------- |
| 6.               | Mr. President    | Robinson, Joseph II, Irvin III                 | 4:59             |                  |                  |                  |                  |                  |                  |
| 7.               | Smile            | Charlie Chaplin, Geoffrey Parsons, John Turner | 3:58             |                  |                  |                  |                  |                  |                  |
| 26:10            |                  |                                                |                  |                  |                  |                  |                  |                  |                  |

| Édition fantastique | Édition fantastique                                                 | Édition fantastique | Édition fantastique | Édition fantastique | Édition fantastique | Édition fantastique | Édition fantastique | Édition fantastique | Édition fantastique |
| No                  | Titre                                                               | Durée               |                     |                     |                     |                     |                     |                     |                     |
| ------------------- | ------------------------------------------------------------------- | ------------------- | ------------------- | ------------------- | ------------------- | ------------------- | ------------------- | ------------------- | ------------------- |
| 8.                  | Violet Stars Happy Hunting! (The Jetson's Mix)                      | 3:10                |                     |                     |                     |                     |                     |                     |                     |
| 9.                  | Violet Stars Happy Hunting! (live from The Blender Theater) (vidéo) | 3:30                |                     |                     |                     |                     |                     |                     |                     |
| 10.                 | Sincerely, Jane. (live from The Blender Theater) (vidéo)            | 4:56                |                     |                     |                     |                     |                     |                     |                     |
| 11.                 | Many Moons (version longue — vidéo)                                 | 6:24                |                     |                     |                     |                     |                     |                     |                     |
| 44:10               |                                                                     |                     |                     |                     |                     |                     |                     |                     |                     |

## Personnel
Crédits de Metropolis: Suite I (The Chase) tirés d'AllMusic.
| - Terrence Brown – piano, instrumemts à cordes - Control_z – ingénieur, programmation du tambour, mastering, mixing - Cutmaster Swift – scratching, coupure - Brian Davis – design graphique, concept, schéma de configuration, création - Provi Fulp – concept, styliste, création - Bernie Grundman – mastering - Jaspects – section de cuivres, trompette, saxophone (alto), saxophone (tenor) - Chuck Lightning – concept, histoire, création - Lord Of The Cybersoul Patrol – producteur exécutif - Lord Mitchell A. "MitchOW!ski" Martian – mastering, mixing, concept, assistant, création - Janelle Monáe – chant, chœurs, chœurs en arrière-plan, productrice, productrice exécutive, concept, soliste, création, voix off - Emily "Widget" Parker – concept, création - Kellindo Parker – concept, création - Kellis Jr. Parker – guitare, soliste | - Antwan "Big Boi" Patton – producteur exécutif - Donna Permell – photographie, concept, création - George "Rico" Rodriguez – concept, création - Ben Rose – photographie, concept, création - Skunks – snaps - Chris Stanford – photographie, concept, création - Delvin Stanklin – concept, création - Sweetfish – basse - Wolfmaster Lightning – arranger, chœurs, producteur, producteur associé, arrangeur - Wolfmaster Z – synthétiseur, guitare, piano, arranger, clavier, piano (électrique), programmation, chœurs, producteur, art, design graphique, mastering, mixing, concept, schéma de configuration, instrumentation, création - Wolfmasters – producteur exécutif - Wondaland Arts Society – directeur créative, concept, création |

## Classements
| Classement en 2008                  | Peak position |
| ----------------------------------- | ------------- |
| US Billboard 200                    | 115           |
| US Billboard Top R&B/Hip-Hop Albums | 20            |
| US Billboard Top Heatseekers        | 2             |